# Comuna de Stara Dąbrowa
Stara Dąbrowa (em polonês/polaco:  Gmina Stara Dąbrowa) é uma gminy (comuna) na Polónia, na voivodia de Pomerânia Ocidental e no condado de Stargardzki.
De acordo com os censos de 2005, a comuna tem 3 570 habitantes, com uma densidade 31,7 hab/km².

## Área
Estende-se por uma área de 112,59 km².

## Demografia
Dados de 30 de Junho 2004:
|                      | Total   | Total | Mulheres | Mulheres | Homens  | Homens |
| -------------------- | ------- | ----- | -------- | -------- | ------- | ------ |
|                      | pessoas | %     | pessoas  | %        | pessoas | %      |
| População            | 3 570   | 100   | 1 761    | 49,3     | 1 809   | 50,7   |
| Densidade (pop./km²) | 31,7    | 100   | 15,6     | 15,6     | 16,1    | 16,1   |

De acordo com dados de 2002, o rendimento médio per capita ascendia a 1513,92 zł.

## Comunas vizinhas
- Chociwel, Marianowo, Stargard Szczeciński e Maszewo